# Lorico (Balibar)
Lorico ist eine osttimoresische Aldeia. Sie liegt im östlichen Zentrum des Sucos Balibar (Verwaltungsamt Cristo Rei, Gemeinde Dili). 2015 lebten in der Aldeia 44 Menschen.

## Geographie
Der Suco Balibar besteht aus vier Aldeias, die von West nach Ost nebeneinander aufgereiht südlich der Landeshauptstadt Dili liegen. Lorico ist die zweite Aldeia von Osten aus. Südöstlich liegt die Aldeia Tancae und westlich die Aldeia Fatu Loda. Im Nordosten grenzt Lorico an den Suco Ailok, im Norden an den Suco Lahane Oriental (Verwaltungsamt Nain Feto) und im Süden an den Suco Cotolau (Verwaltungsamt Laulara, Gemeinde Aileu).
Im Süden der Aldeia liegt an der Überlandstraße von Dili nach Aileu der Ort Balibar. Da die Straße die Gemeindegrenze bildet, liegen auf der anderen Straßenseite die Grundschule Cotolau, die  Grundschule Cotolau und die Zentrale Grundschule (Escola Básica Central EBC) Laulara in der Nachbargemeinde Aileu. In Balibar befinden sich die Kapelle Santismo Sakramento und eine Mariengrotte.